# Imitatiebont

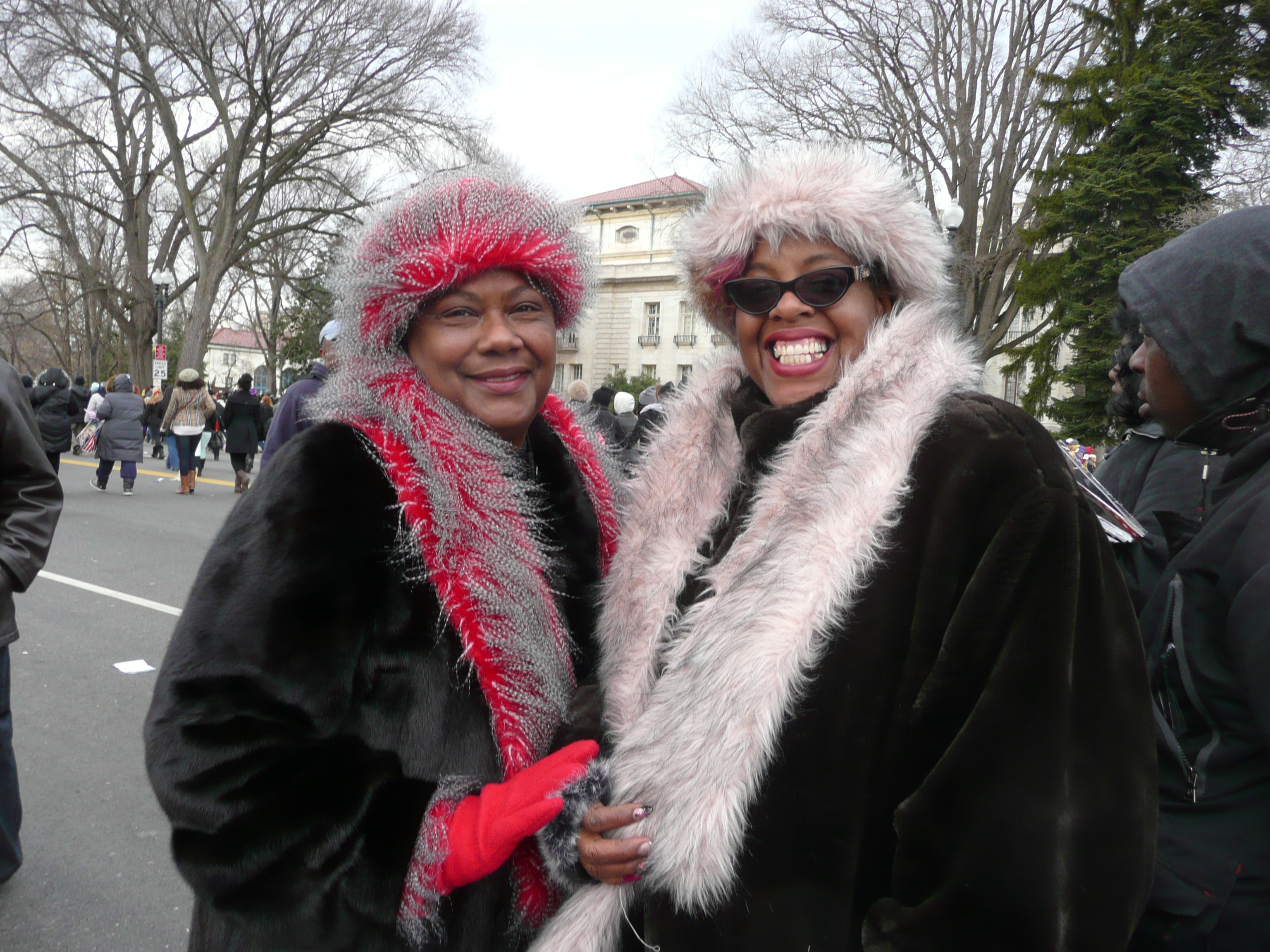
Imitatiebont kan, maar hoeft geen dierenpatroon te hebben

Imitatiebont – ook wel namaakbont, nepbont of kunstbont genoemd – is materiaal dat uiterlijk lijkt op het bont van dieren. Het wordt vooral veel gebruikt bij confectiekleding, zoals kragen van jassen. Ook in voorwerpen als kussens wordt het gebruikt. Meest toegepaste materialen voor de productie zijn kunststoffen als acrylvezel, polyamide en/of polyester.
Niet altijd wordt met imitatiebont een dierenpatroon geëvenaard. Er kunnen ook wel fantasieprints en -kleuren mee worden geuit. Dan wordt met “bont” het harige en zachte van de stof bedoeld.